# 吉爾基 (柳別希夫區)
51°55′6″N 25°18′55″E / 51.91833°N 25.31528°E
吉爾基（烏克蘭語：Гірки），是烏克蘭的村落，位於該國西部沃倫州，由卡明-卡希尔斯基区負責管轄，始建於1401年，面積0.07平方公里，海拔高度147米，2001年人口778，人口密度每平方公里11,787.88人。